# Anders Christian Sjaastad
Anders Christian Sjaastad (* 21. Februar 1942 in Oslo) ist ein norwegischer Politiker der konservativen Høyre, der zwölf Jahre Mitglied des Storting sowie zwischen 1981 und 1986 Verteidigungsminister in der Regierung Willoch war. Darüber hinaus verfasste er zahlreiche Fachbücher und Artikel zu außen- und sicherheitspolitischen Themen.

## Leben

### Staatswissenschaftler und Mitglied des Storting
Sjaastad, Sohn des Havariekommissars Andreas Sjaastad und der Hausfrau Ingrid Mørk, absolvierte nach dem Examen artium 1962 ein Studium der Staatswissenschaften, das er 1969 mit einem Magister Artium abschloss. Während seiner Studienzeit war er 1965 Vorsitzender der Konservativen Studentenvereinigung sowie 1967 Vorsitzender der Norwegischen Studentengemeinschaft.
Nachdem er zwischenzeitlich von 1968 bis 1970 mit einem Forschungsstipendium am Institut für Staatswissenschaften der Universität Oslo tätig gewesen war, arbeitete er ab 1970 als Forschungswissenschaftler am Norwegischen Außenpolitischen Institut NUPI (Norsk Utenrikspolitisk Institutt) und war dort zwischen 1973 und 1981 Leiter der Abteilung für Öffentlichkeitsarbeit. In dieser war er auch Herausgeber des Norsk Utenrikspolitisk Årbok 1975. Zwischen 1977 und 1987 war er 1. Vize-Vorsitzender der Høyre in Oslo.
Nachdem Sjaastad zwischen 1981 und 1985 stellvertretendes Mitglied des Storting war, wurde er bei der Parlamentswahl 1985 als Kandidat der Høyre erstmals zum Mitglied in das Storting gewählt und vertrat dort bis zur Parlamentswahl vom 12. September 1997 die Interessen von Oslo. Anschließend war er von 1997 bis zur Parlamentswahl vom 10. September 2001 erneut stellvertretendes Mitglied des Storting für Oslo.

### Verteidigungsminister und 2. Vizepräsident des Odelsting
Am 14. Oktober 1981 wurde Sjaastad von Statsminister (Ministerpräsident) Kåre Willoch zum Verteidigungsminister (Statsråd, Forsvarsdepartementet) in dessen Regierung berufen und bekleidete dieses Ministeramt bis zu seiner Ablösung am 25. April 1986 durch seinen Parteifreund Rolf Presthus. Während dieser Zeit wirkten nacheinander Gustav Heiberg Simonsen, Hans Henrik Ramm, Hallfrid Nybø und erneut Hans Henrik Ramm als seine Vertreter im Storting.
Nach seinem Ausscheiden aus der Regierung war er von Mai 1986 bis September 1993 Mitglied des Stortingausschusses für Transport und Kommunikation sowie von Oktober 1989 bis September 1993 Mitglied des Präsidiums des Storting. Des Weiteren war er 1987 bis 1989 2. stellvertretender Vorsitzender der Europäischen Bewegung International in Norwegen (Europabevegelsen i Norge) und fungierte zwischen 1989 und 1992 als Vorsitzender dieser Organisation.
Am 11. Oktober 1993 wurde er 2. Vizepräsident des Odelsting, ein aus 3/4 der Mitglieder des Storting bis zum 1. Oktober 2009 bestehendes Gremium, und behielt dieses Amt bis zum 30. September 1997.
Während dieser Zeit war er zugleich Vize-Vorsitzender des Justizausschusses des Storting und danach von Januar 1997 bis 2001 Delegierter der Generalversammlung der Vereinten Nationen. Zugleich war Sjaastad zwischen 1996 und 2000 war er Vorsitzender der Høyre in Oslo. Sjaastad war zwischen 1998 und 2003 erneut Forschungswissenschaftler am NUPI und ist dort seither Seniorberater.

## Veröffentlichungen

### Monografien und Mitautor
- Det Kgl. Forsvarsdepartement. En analyse av et beslutningssystem, Oslo 1968
- Departmental Decision-making, Oslo 1972
- Politikk og sikkerhet i Norskehavsområdet, Mitautor John Kristen Skogan, Oslo 1975
- Ensidige og gjensidige nedrustningstiltak og tillitskapende tiltak, 1978
- Sikkerhetsproblemene på nordflanken, 1979
- Forsvars- og sikkerhetspolitikk i en forhandlingstid, Oslo 1982
- Security and Disarmament, 1983
- Deterrence and defence in the North, Mitautoren Johan Jørgen Holst und Kenneth Hunt, Oslo 1985
- Det nye Europa: grunnlagsdokument for debatt om utviklingen i Europa, Mitautor Jan Petersen, Oslo 1990
- En ny europeisk sikkerhetsorden, Oslo 1994

### Artikel und Beiträge in anderen Publikationen
- EEC og Comecon - en fremtidig allianse?, in: Den europeiske utfordring, Oslo 1968
- Atlanterhavssamarbeidet i støpeskjeen - Norge i NATO, in: Norsk Utenrikspolitisk Årbok, 1973
- Atlanterhavssamarbeidet foran sin revisjon, in: Norges sikkerhetspolitikk, Oslo 1974
- Norge i Euro-gruppen, in: Norsk Utenrikspolitisk Årbok, 1974
- SALT og forhandlingene om gjensidige styrkereduksjoner i Europa, in: Norge og rustningskontroll i Europa, 1974
- Norge og KSSE, in: Norsk Utenrikspolitisk Årbok, 1975
- Småstatene og verdenspolitikken, in: Kjell Hanssen, Lars Roar Langslet und Paul Thyness: I pakt med fremtiden. Festskrift til John Lyng på 70-årsdagen, Oslo 1975
- The Strategic Environment of the North Atlantic and the Perspectives of the Littoral States, in: New Strategic Factors in the North Atlantic, Oslo 1977
- Svensk sikkerhets- og forsvarspolitikk i et fremtidsperspektiv, in: Elva åsikter om svensk säkerhetspolitik, Stockholm 1979
- Deterrence of Terrorism and Attacks against Off-Shore Installations in Northern Europe, in: International Violence: Terrorism, Surprise and Control, 1979
- Geopolitical Realities and Alliance Military Contingencies: The Northern Flank, in: Kenneth A. Myers: NATO - The Next Thirty Years, London 1980
- Norges nordpolitikk, in: Det arktiske område i sikkerhedspolitisk belysning, 1982
- Nato Options and the Nordic Area, in: Atis Lejins und Bo Huldt: The Military Balance in Europe, Stockholm 1982
- Deterrence: The essence of Nato strategy in the high north, in: Kaare Nyblom og Sverre Jervell: The Military buildup in the high North, Boston 1986
- Nato 40 år: et historisk unikum, in: Norsk militært tidsskrift, Nr. 4 1989
- Europa og det atlantiske samarbeide, in: Paul Thyness: Hr. president. Festskrift til Jo Benkow på 70-årsdagen, Oslo 1994
- Arms Control in a Multi-Polar World: A view from the Norwegian Parliament, in: Arms Control in a Multi-Polar World, Amsterdam 1996
- Stortinget som utenrikspolitisk organ, in: Birgitte Kjos Fonn, Iver B. Neumann und Ole Jacob Sendring: Norsk utenrikspolititisk praksis: aktører og prosesser, Oslo 2006
- Southeast Asian slocs and security options, in: Kwa Chong Guan und John K. Skogan: Maritime security in Southeast Asia, London 2007